# 유상 (사수사왕)
사수사왕 유상(泗水思王 劉商, ? ~ 기원전 103년)은 중국 전한의 황족 · 제후왕으로, 초대 사수왕이다. 상산헌왕 유순의 총애하는 첩의 아들이다.

## 생애
원정 3년(기원전 114년), 아버지가 죽고, 왕가에서 철저히 소외된 서형 유탈(劉梲)이 원한을 품고 태자로서 뒤를 이은 유발의 죄상을 무제에 고해바치니 무제는 왕국을 폐지하였다. 몇 달 후에 이를 불쌍히 여겨 형 유평에게 상산헌왕의 가계를 잇게 했고, 유상 자신은 동해군에서 3만 호를 갈라서 사수나라를 받아 왕이 되었다. 서울은 담(郯)에 두었다.
사수사왕 12년(기원전 103년)에 죽어 아들 사수애왕 유안세가 뒤를 이었다.